# Istoria parlamentarismului
Parlamentarismul este un sistem constituțional, în care Parlamentul ales de popor influențează și controlează organele statului. Parlamentul deține în acest caz puterea legislativă. Sub incidența acestui concept mai larg al parlamentarismului cad diverse tipuri de guvernare, de ex. sistemul prezidențial (ca cel din SUA) și sistemul parlamentar (ca cel din Marea Britanie și din Republica Federală Germania)

## Istoric
Parlamentul, ca organizare instituțională, este de origine anglo-saxonă și a fost instituit în 1295, prin organizarea corpului legislativ bicameral, la Londra, alcătuit din Camera Comunelor (deputații orașelor și comitatelor) și Camera Lorzilor (desemnați de rege sau cu drepturi ereditare).
Deși majoritatea specialiștilor consideră că primul Parlament este cel înființat la 20 ianuarie 1265 în Anglia de Simon Montfort (1208-1265), conte de Leicester și alcătuit din câte doi cavaleri din fiecare regiune și din câte doi reprezentanți ai fiecărui oraș sau târg, aleși în principal pentru a trata cu prelații și marii baroni treburile regatului, contrabalansând în timp atribuțiile regelui, unele izvoare scrise menționează ședințe la care erau invitați nu doar aristocrați, ci și reprezentanții orașelor, în anul 1162 în Aragon, în 1169 în Castilia și în 1188 în León, în Spania.
Unele state au continuat sau au adoptat sistemul bicameral, în paralel cu introducerea votului universal (Anglia, Franța, Olanda, Belgia, Italia, statele scandinave ș.a.). Statele federale au edificat un sistem bicameral specific (S.U.A., Germania, Elveția, Austria, Ungaria ș.a.).